# Evadale
Evadale est une census-designated place située dans le comté de Jasper, dans l’État du Texas, aux États-Unis. Sa population s’élevait à 1 483 habitants lors du recensement de 2010.